# Auguste Convers
Pour les articles homonymes, voir Convers (homonymie).
Auguste Convers (Lyon 2e, 6 octobre 1884-Grasse, 23 juillet 1976) est un facteur d'orgues français, successeur de Charles Mutin. Il dirige pendant quelques années la manufacture d'orgues Cavaillé-Coll.

## Biographie
Auguste Convers naît le 6 octobre 1884 dans le 2e arrondissement de Lyon. Son père Antoine Auguste est organiste et professeur au Conservatoire de Lyon.
Il meurt le 23 juillet 1976 à Grasse.

### La direction de la manufacture Cavaillé-Coll
En 1924, il prend la succession de Charles Mutin à la tête de la manufacture Cavaillé-Coll. En 1925, l'orgue de l'Opéra de Paris est inondé par une fuite dans la colonne d’eau du secours d’incendie qui le met hors service. Auguste Convers dirige la réparation et pratique quelques modifications, notamment le remplacement de la soufflerie manuelle par un ventilateur électrique.
La transmission électrique des orgues de séries d'Auguste Convers est jugée peu fiable par une partie de la clientèle. En 1928, Auguste Convers dépose le bilan de la manufacture Cavaillé-Coll. Il crée une nouvelle entreprise de facture d'orgues en 1930.

### Un innovateur
Auguste Convers innove en développant les jeux de mutations dans les années 1920 ce qui provoque l'incompréhension d'organistes et de curés. Ce n'est qu'à partir des années 1930 que cette innovation s'impose peu à peu.
Auguste Convers a diffusé en France le modèle d'UNIT organ (Système unit), le système Haskell pour les basses de Gambe venu de la facture d'orgue américaine (William Haskell) et le « Vibrato-Voix céleste », système de son invention permettant d'imiter les battements de la Voix céleste.

### Principales orgues construites ou restaurées
Il construit où restaure un certain nombre d'orgues dont :
- l'orgue de tribune de l'église Saint-Martin de Bichancourt (Aisne) ;
- l'orgue de tribune de l'église Saint-Denis du Nouvion-en-Thiérache (Aisne) ;
- l'orgue de tribune de l'église Saint-Waast de Soissons (Aisne);
- l'orgue de tribune d'une galerie marchande parisienne. Démonté en 1938, stocké dans la cathédrale Notre-Dame de Noyon (Oise), puis transféré dans le temple protestant d'Amiens (Somme), en 1988 ;
- l'orgue de l'église Saint-Ouen de Saint-Ouen-l'Aumône (Val-d'Oise), en 1925 ; orgues démontées et remontées dans l'église Saint-Georges de Belloy-en-France (Val-d'Oise) en 2012[3] ;
- l'orgue de chœur de la Cathédrale Saint-Charles-Borromée de Saint-Étienne (Loire) vers 1930 (deux claviers - 11 jeux - transmission électro-pneumatique).

Il construit également des orgues de cinéma comme celui du Pathé Palace de Marseille, en 1929, qui a été à l'époque, selon la revue Musique et instruments, le plus grand orgue de cinéma de France.